# Ralf Inderthal
Ralf Inderthal (* 31. August 1967 in Gießen) ist ein ehemaliger deutscher Handballtorwart.
Er begann mit dem Handballspiel im Alter von sechs Jahren beim TSV Dutenhofen. Mit diesem Verein war Ralf Inderthal elf Jahre in der 2. Handball-Bundesliga aktiv. Anschließend wechselte er zum Eschweger TSV in die Regionalliga, die damalige 3. Liga. Er beendete hier nach zwei Jahren seine Karriere als Profi-Spieler.
Ralf Inderthal war von 2004 bis 2006 Manager des HC Erlangen. Der gelernte Bürokaufmann ist als Touristikmakler tätig.
Sein Zwillingsbruder Uwe Inderthal spielte ebenfalls Handball.